# Vácszentlászló
Vácszentlászló is een plaats (község) en gemeente in het Hongaarse comitaat Pest. Vácszentlászló telt 2013 inwoners (2001).